# Parafia Matki Bożej Różańcowej w Kłodawie
Parafia Matki Bożej Różańcowej w Kłodawie – parafia rzymskokatolicka we wsi Kłodawa, należąca do dekanatu Gorzów Wielkopolski – Katedra diecezji zielonogórsko-gorzowskiej, metropolii szczecińsko-kamieńskiej w Polsce, erygowana 1 czerwca 1951. Mieści się przy ulicy Gorzowskiej.